# Chłopiec, który zobaczył górę lodową
Chłopiec, który zobaczył górę lodową (fr. Le garçon qui a vu l’iceberg, ang. The Boy Who Saw the Iceberg) – animowany film krótkometrażowy autorstwa Paula Driessena z 2000 roku. Premiera w Polsce odbyła się 21 maja 2001 roku.
Ekran w filmie podzielony jest na dwie części. Na ekranie po lewej ukazana jest rzeczywistość, natomiast po prawej wyobrażenia głównego bohatera. Film trwa niecałe dziewięć minut i jest niemy. Fabuła streszcza się w trzech dniach. Główną postacią jest chłopiec, który marzy o przygodach, jednak jego marzenia są niszczone w zetknięciu ze światem dorosłych.
Chłopiec, który zobaczył górę lodową zdobył czternaście nagród, w tym Srebrnego Smoka na Krakowskim Festiwalu Filmowym w 2001, dwudziestą drugą Nagrodę Genie w Kanadyjskiej Akademii Filmowej i Telewizyjnej w 2002, Srebrnego Gołębia w Lipsku na Międzynarodowym Festiwalu Filmów Dokumentalnych i Animowanych w 2000, oraz nagrodę FIPRESCI Międzynarodowej Federacji Krytyków Filmowych w 2001 roku. Był również nominowany do Oscara.